# 吴通行
吴通行，中华人民共和国政治人物。
担任湖南省通道侗族自治县人民政府首任县长。1954年，当选第一届全国人民代表大会代表。